# Liste des longs métrages ukrainiens proposés à l'Oscar du meilleur film international
Cet article présente la liste des longs métrages ukrainiens proposés à l'Oscar du meilleur film international.

## Films proposés par l'Ukraine
| Année (Cérémonie) | Titre français                                                       | Titre original                | Langue(s)                                  | Réalisateur                          | Résultat       |
| ----------------- | -------------------------------------------------------------------- | ----------------------------- | ------------------------------------------ | ------------------------------------ | -------------- |
| 1998 (70e)        | Un ami du défunt                                                     | Приятель небіжчика            | russe, ukrainien                           | Viatcheslav Kristofovitch (uk)       | Non nommé      |
| 2004 (76e)        | Mamaï                                                                | Мамай                         | ukrainien, tatar de Crimée                 | Oles Sanin                           | Non nommé      |
| 2005 (77e)        | Un chauffeur pour Véra                                               | Водій для Віри                | russe                                      | Pavel Tchoukhraï                     | Disqualifié    |
| 2007 (79e)        | Aurora                                                               | Аврора (Avrora)               | russe                                      | Oksana Bairak (uk)                   | Non nommé      |
| 2009 (81e)        | Iliouziia strakhou (uk)                                              | Ілюзія страху                 | russe, ukrainien                           | Oleksandr Kiriyenko (uk)             | Non nommé      |
| 2013 (85e)        | Celuiquimarchaitàtraverslefeu                                        | Той, хто пройшов крізь вогонь | ukrainien, anglais, russe, tatar de crimée | Mykhaïlo Ilienko                     | Non nommé      |
| 2014 (86e)        | Le Scandale Paradjanov ou la Vie tumultueuse d'un artiste soviétique | Параджанов                    | russe, ukrainien                           | Serge Avédikian, Olena Fetisova (uk) | Non nommé      |
| 2015 (87e)        | Le Guide (film)                                                      | Поводир                       | ukrainien, russe, anglais                  | Oles Sanin                           | Non nommé      |
| 2017 (89e)        | Les Shérifs ukrainiens                                               | Українські шерифи             | ukrainien, russe                           | Roman Bondartchouk (uk)              | Non nommé      |
| 2018 (90e)        | Riven chornoho                                                       | Рівень чорного                | muet                                       | Valentyn Vasyanovych                 | Non nommé      |
| 2019 (91e)        | Donbass                                                              | Донбас                        | russe, ukrainien                           | Sergei Loznitsa                      | Non nommé      |
| 2020 (92e)        | En terre de Crimée                                                   | Додому                        | tatar de crimée, ukrainien                 | Nariman Aliev (uk)                   | Non nommé      |
| 2021 (93e)        | Atlantis                                                             | Атлантида                     | ukrainien                                  | Valentyn Vasyanovych                 | Non nommé      |
| 2022 (94e)        | Bad Roads                                                            | Погані дороги                 | russe, ukrainien                           | Natalia Vorojbyt                     | Non nommé      |
| 2023 (95e)        | Klondike                                                             | Клондайк                      | ukrainien, russe, tchétchène, néerlandais  | Maryna Er Gorbach                    | Non nommé      |
| 2024 (96e)        | 20 Jours à Marioupol                                                 | 20 днів у Маріуполі           | ukrainien, russe                           | Mstyslav Tchernov                    | Présélectionné |
| 2025 (97e)        | La Palisiada (uk)                                                    | Ля Палісіада                  | ukrainien, azéri, russe                    | Fіlіp Sotnitchenko                   | En attente     |